# RIM-66 Standard
El RIM-66 Standard MR (SM-1MR/SM-2MR) es un misil de medio alcance tierra-aire (SAM) desarrollado originalmente por la Armada de los Estados Unidos (USN) en 1967. El SM-1 fue desarrollado como reemplazo para el RIM-2 Terrier y el RIM-24 Tartar que se implementaron en la década de 1950 en una variedad de barcos de la USN. El RIM-67 Standard  (SM-1ER/SM-2ER), es una versión de rango extendido con una etapa de refuerzo.

## Descripción
El programa del misil estándar se inició en 1963 para producir una familia de misiles que reemplazaran a los misiles guiados existentes como los Terrier, Talos y Tartar. La intención era producir una nueva generación de misiles guiados que modernizarían los sistemas de misiles guiados existentes.

### Misil estándar 1
El RIM-66A es la versión de medio alcance del misil estándar y se desarrolló inicialmente para reemplazar al anterior RIM-24C como parte del Sistema de Control de Disparo de Misiles Guiados Mk74 "Tartar". Utiliza el mismo fuselaje que el misil Tartar anterior para facilitar su utilización con los lanzadores y cargadores existentes para ese sistema. Mientras el RIM-66A/B se parece externamente al RIM-24C, interiormente posee una electrónica rediseñada y un sistema de guiado y espoleta más fiable que lo hacen más idóneo que su predecesor. El RIM-66 A/B Standard MR (SM-1MR bloque I a V) fue utilizado durante la guerra de Vietnam. La única versión restante del misil Standard 1 en servicio es el RIM-66E (SM-1MR bloque VI). Aunque ya no está en servicio con el USN, el RIM-66E está todavía en servicio con muchas armadas a nivel mundial y se espera que permanezca en servicio hasta el año 2020.

### Misil estándar 2
El RIM-66 C/D Standard MR (SM-2MR bloque I), se desarrolló en la década de 1970 y fue pieza clave del sistema de combate Aegis y el programa New Threat Upgrade (NTU). El SM-2MR introdujo el mando y la orientación de vuelo inercial. El piloto automático del misil está programado para volar por la ruta más eficiente para alcanzar el objetivo y puede recibir las correcciones de curso desde tierra. La iluminación del objetivo para el guiado semiactivo se necesita sólo durante pocos segundos en la fase terminal de la intercepción. Esta capacidad permite que los buques equipados con el sistema de combate Aegis y el programa NTU compartan el tiempo de los radares de iluminación, lo que aumenta considerablemente el número de objetivos que se pueden alcanzar al mismo tiempo. El Mk 41 VLS adopta el concepto de diseño modular, que da lugar a diferentes versiones que varían en tamaño y peso. La longitud viene dada por tres tamaños: 209 pulgadas (5,31 m) para la versión de autodefensa, 266 pulgadas (6,76 m) para la versión táctica y 303 pulgadas (7,70 m) para la versión de ataque. El peso en vacío de un módulo de 8 células es de 26.800 libras (12.156 kg) para la versión de autodefensa, 29.800 libras (13.517 kg) para la versión táctica y 32.000 libras (14.515 kg) para la versión de ataque.
A mitad de los años 1980, el SM-2MR se desplegó en el sistema de lanzamiento vertical (VLS) Mk 41 a bordo del USS Bunker Hill, el primer barco de la Marina de Estados Unidos en emplear un lanzador vertical. El VLS ha sido el único lanzador utilizado para el misil estándar en la clase de cruceros Ticonderoga desde 2003 y la clase de destructores Arleigh Burke en la Armada de los Estados Unidos.
El SM-1 y el SM-2 han sido mejorados continuamente a través de bloques (véase abajo).
El estándar también puede utilizarse contra buques, ya sea en la gama de línea de visión usando su modo de rastreo semiactivo, o más allá del horizonte mediante orientación inercial y guiado terminal por infrarrojos.

## Contratistas
El misil estándar fue construido por la División de General Dynamics de Pomona hasta 1992, cuando se convirtió en parte de la Empresa de Sistemas de Misiles Hughes. Hughes formó una empresa conjunta con Raytheon llamada Standard Missile Company (SMCo). Sistemas de Misiles Hughes fue finalmente vendida a Raytheon convirtiéndola en el único contratista.

## Servicio operacional
El misil estándar uno comenzó a ser operativo en 1968. Fue utilizado por los buques equipados con el Sistema de Control de Disparo de Misiles Guiados Tartar. Tuvo su primer combate en la década de 1970 en la guerra de Vietnam. El misil estándar dos comenzó a ser funcional en la década de 1970 y se desplegó operacionalmente con el sistema de combate Aegis en 1983. El estándar uno y dos fueron utilizados contra blancos de superficie y aire durante la operación Mantis Religiosa. El 3 de julio de 1988, el USS Vincennes (CG-49) derribó el vuelo 655 de Irán Air, un Airbus A300B2, utilizando dos misiles SM-2MR desde su lanzador delantero.

## Historia de despliegue
El misil estándar se designa por bloques en función de su paquete tecnológico.

### SM-1 de medio alcance bloques I/II/III y IV, RIM-66A
Los primeros misiles estándar entraron en servicio con la USN en 1967. Los bloques I, II y III fueron versiones preliminares. El bloque IV fue la versión de producción. Este misil fue el reemplazo para el anterior misil RIM-24C Tartar.

### SM-1 de medio alcance bloque V, RIM-66B
El RIM-66B introdujo cambios que dio lugar a una mayor fiabilidad. Se añadió un nuevo piloto automático que reacciona más rápido, un motor cohete más potente de doble empuje y una nueva cabeza. Muchos misiles RIM-66A fueron actualizados a RIM-66B.

### SM-1 de medio alcance bloques VI/VIA/VIB, RIM-66E
El RIM-66E fue la última versión del misil estándar uno de rango medio. Esta versión entró en servicio en 1983 con la Marina de Estados Unidos y algunos clientes de exportación. El RIM-66E se utilizó por todos los buques restantes poseedores del sistema Tartar que no fueron modificados para utilizar el programa NTU (New Threat Upgrade) y las fragatas de clase Oliver Hazard Perry que lo dirige con el sistema de control de disparo Mk92. La producción de este misil terminó en 1987. Fue retirado del servicio con la USN en 2003; sin embargo hay un gran número de este modelo en servicio en el extranjero y se espera que sigan siendo viables hasta el año 2020.

### SM-2 de medio alcance bloque I, RIM-66 C/D
El RIM-66C fue la primera versión del misil estándar dos. El misil comenzó a funcionar en 1978 con el sistema de combate Aegis equipados en los cruceros de la clase Ticonderoga. El RIM-66D fue la versión de rango medio del SM-2 bloque I para el programa NTU. El SM-2 incorpora un nuevo piloto automático dándole orientación inercial en todas las fases de vuelo excepto para la intercepción terminal donde todavía se usa el guiado por radar semiactivo. Esta versión ya no está en servicio, los misiles restantes no han sido actualizados a modelos posteriores ni tampoco han sido almacenados.

### SM-2 de medio alcance bloque II, RIM-66 G/H/J
El bloque II se introdujo en 1983 con un nuevo motor cohete de mayor alcance y una nueva cabeza. El RIM-66G es para el sistema de combate Aegis y el lanzador de misiles Mk26. El RIM-66H es para el Aegis y el lanzador vertical Mk41. El RIM-66J es la versión para el programa NTU. El bloque II ya no se fabrica y los misiles han sido retirados del servicio. El resto ha sido puesto en almacenamiento, desechado para piezas de repuesto o actualizados en modelos posteriores.

### SM-2 de medio alcance bloques III/IIIA y IIIB, RIM-66 K/L/M
El RIM-66M es la versión del misil estándar dos (SM-2MR) de alcance medio actualmente en servicio con la USN a bordo de los cruceros de la clase Ticonderoga y los destructores de la clase Arleigh Burke. El misil está diseñado específicamente para el sistema de combate Aegis y el sistema de lanzamiento vertical Mk41. Los misiles del bloque III difieren de bloques anteriores por la adición del dispositivo de detección de objetivos MK 45 MOD 9, para mejorar el rendimiento contra objetivos a baja altitud. El bloque IIIB tiene además un buscador dual infrarrojo/semiactivo para la intercepción terminal. El buscador doble está pensado para uso en entornos con altas contramedidas  electrónicas (ECM) o con pequeña sección de radar equivalente (RCS) contra objetivos más allá del horizonte. El buscador fue desarrollado originalmente para el cancelado misil aire-aire AIM-7R Sparrow. Todos los misiles del bloque III y IIIA de la USN van a ser actualizados al bloque IIIB. Los misiles del bloque IIIA son operados por la Fuerza Marítima de Autodefensa de Japón en su clase Kongo y en los destructores de clase Atago, ambos con el sistema de combate Aegis. Los buques españoles equipados con Aegis (F-100) y la armada de Corea del Sur. Las armadas holandesa y alemana lo han agregado a su sistema de guerra antiaérea que utiliza el APAR (Active Phased Array Radar) de Thales Nederland y el radar SMART-L. Los destructores surcoreanos KDX-II utilizan el bloque IIIA con un sistema compatible de control de disparo NTU (New Threat Upgrade). Las variantes del bloque III para el Aegis y los lanzadores de armas se designan RIM-66L. Los misiles del bloque III para el programa NTU se designan RIM-66K. Los misiles del bloque IIIB no son producidos para el programa NTU. Los bloques IIIA y IIIB son las versiones actuales de producción. También se admiten los sistemas de control de disparo STIR 1.8 y 2.4 de Thales Nederland.

### Despliegue

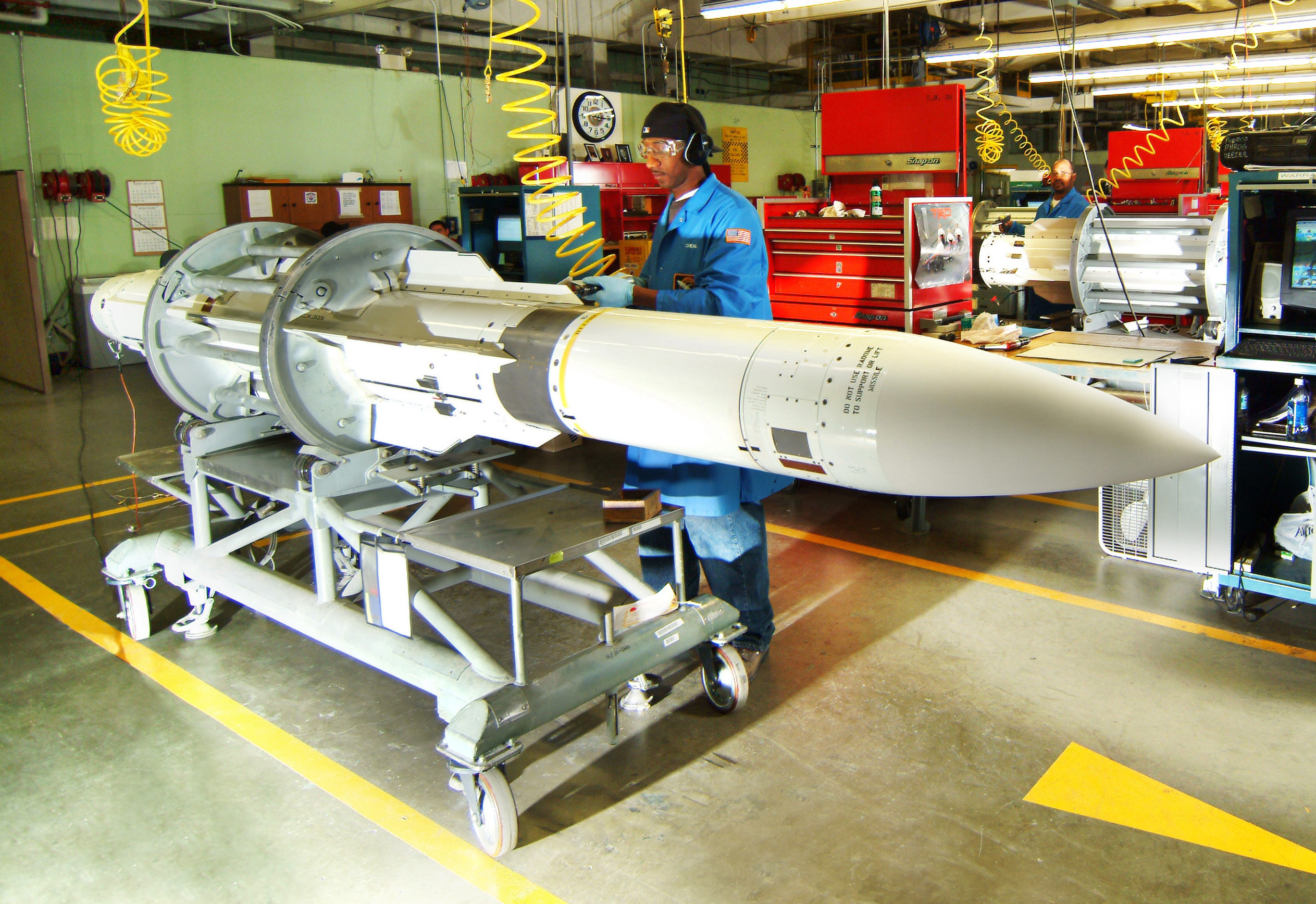
Ensamblaje de un RIM-66.

En la Armada de los Estados Unidos, el RIM-66 Standard ha sido desplegado en los buques de las siguientes clases, reemplazando al RIM-24 Tartar en algunos casos:
- Destructores de la clase Charles F. Adams (Control de disparo de misiles Mk74)
- Cruceros de la clase Albany (Control de disparo de misiles Mk74)
- Fragatas de la clase Oliver Hazard Perry (Control de disparo de misiles Mk 92)
- Destructores de la clase Kidd (Control de disparo de misiles SM-1 Mk74/después programa     NTU para SM-2)
- Cruceros de la clase California (Control de disparo de misiles     SM-1 Mk74/después programa NTU para SM-2)
- Cruceros de la clase Virginia (Control de disparo de misiles SM-1 Mk74/después programa     NTU para SM-2)
- Cruceros de la clase Ticonderoga (Sistema de Combate Aegis)
- Destructores de la clase Arleigh Burke (Sistema de Combate Aegis)

El RIM-66 ha sido ampliamente exportado y está en servicio en otras armadas de todo el mundo.

## Variantes superficie aire
| Designación | Bloque                      | Plataforma                                                                                     | Notas |
| ----------- | --------------------------- | ---------------------------------------------------------------------------------------------- | --- |
| YRIM-66A    | Prototipo                   |                                                                                                | Los test de vuelo comenzaron en 1965. |
| RIM-66A     | SM-1MR bloque I a IV        | Sistema de control de disparo de misiles guiados Tartar                                        | En servicio desde 1967, radar de rastreo Conscan. El SM-1MR bloque IV fue la variante de producción. Todos los misiles se actualizaron al bloque V. - Mejoras ECCM - Reducción del alcance mínimo - Reducción del tiempo de adquisición de blancos de superficie |
| RIM-66B     | SM-1MR bloque V             | Sistema de control de disparo de misiles guiados Tartar                                        | - Piloto automático de reacción rápida - Ojiva explosiva de fragmentación MK 90 - Motor cohete de doble empuje Aerojet MK 56 |
| RIM-66C     | SM-2MR bloque I             | Sistema de Combate Aegis, lanzador Mk26                                                        | En servicio desde 1978. Primera versión para Aegis. - Introducción de la orientación de vuelo inercial/mando - Ojiva explosiva de fragmentación MK 115 - Buscador monopulso para resistencia ECM |
| RIM-66D     | SM-2MR bloque I             | Programa NTU (New Threat Upgrade)                                                              | En servicio desde 1978. Primera versión para el programa NTU. - Casi idéntico al RIM-66C |
| RIM-66E     | SM-1MR bloques VI, VIA, VIB | Sistema de control de disparo de misiles guiados Tartar y Sistema de Control de Disparo Mk 92. | En servicio desde 1983. Versión todavía en servicio con algunos clientes de exportación. - Buscador monopulso desarrollado para el SM-2 - Introducción de la espoleta de proximidad MK 45 MOD 4 (también conocida como TDD - Target Detection Device (unidad de detección de objetivos)) - Ojiva MK 115 para el SM-2 - Espoleta de proximidad MK 45 MOD 6 y MK 45 MOD 7 en bloque VIA (RIM-66E-5) y bloque VIB (RIM-66E-6) respectivamente. |
| RIM-66G     | SM-2MR bloque II            | Sistema de Combate Aegis, lanzador Mk26                                                        | En servicio desde 1983. Para buques Aegis. - Introducción del motor cohete Thiokol MK 104, casi duplicando el alcance efectivo - Ojiva de fragmentación de alta velocidad |
| RIM-66H     | SM-2MR bloque II            | Sistema de Combate Aegis, lanzador Mk41                                                        | Para buques Aegis con lanzador vertical MK 41 VLS (Vertical Launch System) |
| RIM-66J     | SM-2MR bloque II            | Programa NTU (New Threat Upgrade)                                                              | Para buques Tartar. Todos los misiles del bloque II han sido retirados del servicio. Muchos han sido actualizados al bloque III. |
| RIM-66K-1   | SM-2MR bloque III           | Programa NTU (New Threat Upgrade)                                                              | En servicio desde 1988. Para buques Tartar. - Mejora de la Unidad de Detección de Objetivos MK 45 MOD 9, para un mejor rendimiento contra objetivos a baja altitud |
| RIM-66K-2   | SM-2MR bloque IIIA          | Programa NTU (New Threat Upgrade)                                                              | En servicio desde 1991. Para buques Tartar. En producción. - Ojiva explosiva de granos más pesados MK 125 |
| RIM-66L-1   | SM-2MR bloque III           | Sistema de Combate Aegis, lanzador Mk26                                                        | En servicio desde 1988. Para buques Aegis. - Mejora de la Unidad de Detección de Objetivos MK 45 MOD 9, para un mejor rendimiento contra objetivos a baja altitud |
| RIM-66L-2   | SM-2MR bloque IIIA          | Sistema de Combate Aegis, lanzador Mk26                                                        | En servicio desde 1991. Para buques Aegis. - Ojiva explosiva de granos más pesados MK 125 |
| RIM-66M-1   | SM-2MR bloque III           | Sistema de Combate Aegis, lanzador Mk41                                                        | En servicio desde 1988. para buques Aegis con lanzador MK 41 VLS. - Mejora de la Unidad de Detección de Objetivos MK 45 MOD 9, para un mejor rendimiento contra objetivos a baja altitud |
| RIM-66M-2   | SM-2MR bloque IIIA          | Sistema de Combate Aegis, Sistema de combate antiaéreo germano/holandés, lanzador Mk41         | En servicio dede 1991. Para buques Aegis con lanzador MK 41 VLS. En producción. - Ojiva explosiva de granos más pesados MK 125 |
| RIM-66M-5   | SM-2MR bloque IIIB          | Sistema de Combate Aegis, lanzador Mk41                                                        | En servicio desde 1998. Para buques Aegis con lanzador MK 41 VLS. En producción. - Programa de Mejora de Misiles Guiados (MHIP), dual IR/buscador SARH (radar de guiado semiactivo), buscador IR montado en carenado lateral. |

Fuentes de la tabla, material de referencia:

## Operadores
Chile
- Armada de Chile

 Pakistán
- Ejército Pakistaní

 Australia
- Royal Australian Navy

 Canadá
- Marina Canadiense

 Francia
- Marina Francesa (reemplazados por SAMs de fabricación europea (ASTER))

 Alemania
- Marina Alemana (reemplazados por SAMs de fabricación europea (ASTER))

 Italia
- Marina Italiana

 Japón
- Fuerza Marítima de Autodefensa de Japón

 Polonia
- Marina Polaca (a bordo de las fragatas clase Oliver Hazard Perry)

 Corea del Sur
- Marina de la República de Corea

 Países Bajos
- Marina de los Países Bajos

 Estados Unidos
- Armada de los Estados Unidos

 España
- Armada Española (a bordo de las fragatas clase Santa María (F-80))

 Turquía
- Marina Turca

 Taiwán
- Marina Taiwanesa (a bordo de las fragatas clase Oliver Hazard Perry, Kidd y Knox)